# Pyöreäsaari (ö i Kajanaland)
Pyöreäsaari är en ö i Finland. Den ligger i sjön Kuivajärvi och i kommunen Kuhmo i den ekonomiska regionen  Kehys-Kainuu  och landskapet Kajanaland, i den centrala delen av landet, 500 km norr om huvudstaden Helsingfors. Öns area är 0,2 hektar och dess största längd är 60 meter i sydväst-nordöstlig riktning.